# San Pietro Mussolino
San Pietro Mussolino es un municipio italiano de 1.618 habitantes de la provincia de Vicenza (región de Véneto). 

## Demografía
| Gráfica de evolución demográfica de San Pietro Mussolino entre 1861 y 2001 |
|                                                                            |
| fuente ISTAT - elaboración gráfica a cargo de Wikipedia                    |